# ロンドンブリッジ (競走馬)
ロンドンブリッジは日本の競走馬、繁殖牝馬。主戦騎手は現調教師の松永幹夫。現役時代にはファンタジーステークスを制したほか、桜花賞では2着となった。また、繁殖牝馬としても重賞勝ち馬を輩出している。

## 戦績
1997年、栗東の中尾謙太郎厩舎に入厩。8月3日、札幌の新馬戦に松永幹夫騎乗で出走し、1番人気に推された。レースではスタートから終始先頭、そのまま1着となる。続いて9月に出走した 500万下でも同様に1番人気で1着となった。11月には京都のファンタジーステークスに出走し、スタートで出遅れて初めて3番手で追走する形となったが、上がり3ハロン34秒0の脚で差し切り、デビューから3連勝で重賞初制覇となった。その後阪神3歳牝馬ステークスでも有力視されたが、回避して休養することとなった。
1998年3月、年明け初戦として報知杯4歳牝馬特別に出走。約4か月の休養明けであったが、ここでも単勝オッズ1.3倍の1番人気に支持された。しかし、スタートから先頭に立って逃げ切りを図ったが最後の直線で失速してマックスキャンドゥらに差され、4着に敗れた。続く桜花賞では、不利と言われる外枠となってしまったが、スタート直後に内に切れ込んで先頭に立った。2ハロン目から3ハロン目を10秒台のハイペースで逃げると、3コーナーから4コーナーにかけてややペースを落として息を入れた。直線に入ってそのまま逃げ粘る勢いであったが、外からファレノプシスが交わして1着。しかしそれ以外の先着は許さず、2着を確保した。5月には優駿牝馬（オークス）に出走。ここでは2400メートルという距離が不安視され4番人気にとどまった。いつものようにスタートから先頭に立ったが今回は距離を意識してか1000メートル通過が62秒8のスローペースの逃げ。しかし直線では勢いが続かず次々と交わされ、10着に敗れた。
その後休養に入ったが、左前浅屈腱炎を発症していることが判明。現役を引退した。

## 競走成績
以下の内容は、netkeiba.comおよびJBISサーチに基づく。
| 年月日 | 年月日 | 年月日 | 競馬場 | 競走名            | 格   | 頭 数 | 枠 番 | 馬 番 | オッズ | 人気 | 着順 | 騎手     | 斤量 [kg] | 距離（馬場）  | タイム | （上り3F） | 着差 | 勝ち馬（2着馬）        |
| ------ | ------ | ------ | ------ | ----------------- | ---- | ----- | ----- | ----- | ------ | ---- | ---- | -------- | --------- | ------------- | ------ | ---------- | ---- | ---------------------- |
| 1997.  | 08.    | 03     | 札幌   | 3歳新馬           |      | 9     | 5     | 5     | 01.2   | 1    | 01着 | 松永幹夫 | 53        | 芝1200m（良） | 1.10.6 | (35.4)     | -0.9 | （オオシマフヨウ）     |
|        | 09.    | 06     | 札幌   | 3歳500万下        |      | 16    | 7     | 13    | 01.1   | 1    | 01着 | 松永幹夫 | 53        | 芝1200m（良） | 1.09.9 | (35.4)     | -1.0 | （フラワーストーリー） |
|        | 11.    | 01     | 京都   | ファンタジーS     | GIII | 12    | 1     | 1     | 01.4   | 1    | 01着 | 松永幹夫 | 53        | 芝1400m（良） | 1.21.2 | (34.0)     | -0.2 | （シンコウノビー）     |
| 1998.  | 03.    | 15     | 阪神   | 報知杯4歳牝馬特別 | GII  | 16    | 5     | 9     | 01.3   | 1    | 04着 | 松永幹夫 | 54        | 芝1400m（良） | 1.22.7 | (37.1)     | -0.3 | マックスキャンドゥ     |
|        | 04.    | 12     | 阪神   | 桜花賞            | GI   | 18    | 7     | 15    | 06.2   | 4    | 02着 | 松永幹夫 | 55        | 芝1600m（良） | 1.34.2 | (36.5)     | -0.2 | ファレノプシス         |
|        | 05.    | 31     | 東京   | 優駿牝馬          | GI   | 18    | 4     | 8     | 11.9   | 4    | 10着 | 松永幹夫 | 55        | 芝2400m（良） | 2.29.4 | (36.4)     | -1.3 | エリモエクセル         |

## 現役引退後
現役引退後は故郷の下河辺牧場に戻り、繁殖牝馬となった。父サンデーサイレンスの初仔・ダイワエルシエーロは優駿牝馬に勝利。翌年に生まれた父ブライアンズタイムの2番仔ビッグプラネットはアーリントンカップや京都金杯を、10番仔グレーターロンドンも中京記念を制している。また後継繁殖牝馬はダイワエルシエーロを含めて7頭得ており、そのうちの1頭で8番仔ブリッツフィナーレは菊花賞を勝ったキセキとマーメイドステークスを勝ったビッグリボンを輩出している。
2018年11月1日付で繁殖牝馬を引退。その後は2022年4月より功労馬繋養展示事業の対象馬となり、北海道沙流郡日高町の下川茂広牧場にて引退名馬として繋養されている。

### 繁殖成績
|        | 生年   | 馬名               | 性 | 毛色   | 父                 | 馬主                                     | 管理調教師                                     | 戦績                       | 主な勝利競走                                                                | 供用                                    | 出典   |
| ------ | ------ | ------------------ | -- | ------ | ------------------ | ---------------------------------------- | ---------------------------------------------- | -------------------------- | --------------------------------------------------------------------------- | --------------------------------------- | ------ |
| 初仔   | 2001年 | ダイワエルシエーロ | 牝 | 鹿毛   | サンデーサイレンス | 大城敬三                                 | 栗東・松田国英                                 | 13戦5勝                    | 2004年優駿牝馬 2004年クイーンカップ 2004年京阪杯 2005年マーメイドステークス | （繁殖牝馬）                            | [ 6 ]  |
| 2番仔  | 2002年 | ビッグプラネット   | 牡 | 青毛   | ブライアンズタイム | （有）ビッグ →田中八郎                   | 栗東・南井克巳                                 | 13戦3勝                    | 2005年アーリントンカップ 2006年京都金杯                                     |                                         | [ 7 ]  |
| 3番仔  | 2003年 | ビッグカポネ       | 牡 | 鹿毛   | ブライアンズタイム | （有）ビッグ →藤井宏次                   | 栗東・中尾正                                   | 29戦5勝                    |                                                                             |                                         | [ 8 ]  |
| 4番仔  | 2004年 | ダイワディライト   | 牡 | 栗毛   | アフリート         | 大城敬三                                 | 美浦・二ノ宮敬宇 →大井・立花伸                 | 29戦7勝(うち地方6戦0勝）   |                                                                             |                                         | [ 9 ]  |
| 5番仔  | 2005年 | ダイワスピリット   | 牝 | 栗毛   | ダンスインザダーク | 大城敬三                                 | 栗東・松田国英                                 | 7戦2勝                     |                                                                             | （繁殖牝馬）                            | [ 10 ] |
| 6番仔  | 2006年 | ゴッドフェニックス | 牝 | 黒鹿毛 | ブライアンズタイム | 青山洋一                                 | 栗東・池江泰郎                                 | 17戦3勝                    |                                                                             | （繁殖牝馬）                            | [ 11 ] |
| 7番仔  | 2007年 | レッドステラーノ   | 牝 | 栗毛   | アグネスタキオン   | （株）東京ホースレーシング               | 栗東・角居勝彦                                 | 4戦0勝                     |                                                                             | （繁殖牝馬）                            | [ 12 ] |
| 8番仔  | 2008年 | ブリッツフィナーレ | 牝 | 鹿毛   | ディープインパクト |                                          |                                                | （不出走）                 |                                                                             | （繁殖牝馬） 産駒にキセキ、ビッグリボン | [ 13 ] |
| 9番仔  | 2011年 | サトノエカテリーナ | 牝 | 青鹿毛 | ディープインパクト | 里見治                                   | 栗東・池江泰寿                                 | 4戦0勝                     |                                                                             | （繁殖牝馬）                            | [ 14 ] |
| 10番仔 | 2012年 | グレーターロンドン | 牡 | 鹿毛   | ディープインパクト | 窪田康志 →窪田芳郎                       | 美浦・大竹正博                                 | 15戦7勝                    | 2018年中京記念                                                              | （種牡馬）                              | [ 15 ] |
| 11番仔 | 2014年 | ブリッジオーヴァー | 牝 | 黒鹿毛 | エンパイアメーカー | 下河辺俊行 →（有）下河辺牧場 →下河辺俊行 | 栗東・安田隆行 →水沢・佐藤祐司 →栗東・安田翔伍 | 11戦5勝（うち地方3戦3勝）  |                                                                             | （繁殖牝馬）                            | [ 16 ] |
| 12番仔 | 2015年 | ロンドンシーズン   | 牝 | 鹿毛   | ロードカナロア     | 下河辺俊行                               | 栗東・安田隆行                                 | 5戦0勝                     |                                                                             | （繁殖牝馬）                            | [ 17 ] |
| 13番仔 | 2016年 | キャノピーウォーク | 牝 | 鹿毛   | ロードカナロア     | （株）キーファーズ →窪田芳郎             | 栗東・池江泰寿 →美浦・大竹正博                 | 2戦0勝                     |                                                                             | （繁殖牝馬）                            | [ 18 ] |
| 14番仔 | 2018年 | サザークブリッジ   | 牝 | 鹿毛   | ダノンシャーク     | （有）下河辺牧場                         | 美浦・奥村豊 →水沢・菅原右吉                   | 18戦4勝（うち地方12戦4勝） |                                                                             |                                         | [ 19 ] |

## 血統表
| ロンドンブリッジの血統                            | ロンドンブリッジの血統               | ロンドンブリッジの血統               | （血統表の出典）                     | （血統表の出典） |
| 父系                                              | クレイロン系                         | クレイロン系                         | クレイロン系                         | [ § 2 ]          |
| 父 *ドクターデヴィアス Dr.Devious 1989 栗毛       | 父の父Ahonoora 1975 栗毛             | Lorenzaccio                          | Klairon                              | Klairon          |
| 父 *ドクターデヴィアス Dr.Devious 1989 栗毛       | 父の父Ahonoora 1975 栗毛             | Lorenzaccio                          | Phoenissa                            |                  |
| 父 *ドクターデヴィアス Dr.Devious 1989 栗毛       | 父の父Ahonoora 1975 栗毛             | Helen Nichols                        | Martial                              | Martial          |
| 父 *ドクターデヴィアス Dr.Devious 1989 栗毛       | 父の父Ahonoora 1975 栗毛             | Helen Nichols                        | Quaker Girl                          |                  |
| 父 *ドクターデヴィアス Dr.Devious 1989 栗毛       | 父の母Rose of Jericho 1984 鹿毛      | Alleged                              | Hoist the Flag                       | Hoist the Flag   |
| 父 *ドクターデヴィアス Dr.Devious 1989 栗毛       | 父の母Rose of Jericho 1984 鹿毛      | Alleged                              | Princess Pout                        |                  |
| 父 *ドクターデヴィアス Dr.Devious 1989 栗毛       | 父の母Rose of Jericho 1984 鹿毛      | Rose Red                             | Northern Dancer                      | Northern Dancer  |
| 父 *ドクターデヴィアス Dr.Devious 1989 栗毛       | 父の母Rose of Jericho 1984 鹿毛      | Rose Red                             | Cambrienne                           |                  |
| 母 *オールフォーロンドン All for London 1982 鹿毛 | 母の父Danzig 1977 鹿毛               | Northern Dancer                      | Nearctic                             | Nearctic         |
| 母 *オールフォーロンドン All for London 1982 鹿毛 | 母の父Danzig 1977 鹿毛               | Northern Dancer                      | Natalma                              |                  |
| 母 *オールフォーロンドン All for London 1982 鹿毛 | 母の父Danzig 1977 鹿毛               | Pas de Nom                           | Admiral's Voyage                     | Admiral's Voyage |
| 母 *オールフォーロンドン All for London 1982 鹿毛 | 母の父Danzig 1977 鹿毛               | Pas de Nom                           | Petitioner                           |                  |
| 母 *オールフォーロンドン All for London 1982 鹿毛 | 母の母Full Card 1975 鹿毛            | Damascus                             | Sword Dancer                         | Sword Dancer     |
| 母 *オールフォーロンドン All for London 1982 鹿毛 | 母の母Full Card 1975 鹿毛            | Damascus                             | Kerala                               |                  |
| 母 *オールフォーロンドン All for London 1982 鹿毛 | 母の母Full Card 1975 鹿毛            | Belle of the Ball                    | Prince John                          | Prince John      |
| 母 *オールフォーロンドン All for London 1982 鹿毛 | 母の母Full Card 1975 鹿毛            | Belle of the Ball                    | Evening Belle                        |                  |
| 母系(F-No.)                                       | オールフオーロンドン系(FN:22-b)      | オールフオーロンドン系(FN:22-b)      | オールフオーロンドン系(FN:22-b)      | [ § 3 ]          |
| 5代内の近親交配                                   | Northern Dancer 4×3、Prince John 5×4 | Northern Dancer 4×3、Prince John 5×4 | Northern Dancer 4×3、Prince John 5×4 | [ § 4 ]          |
| 出典                                              | 1. 2. 3. 4.                          | 1. 2. 3. 4.                          | 1. 2. 3. 4.                          | 1. 2. 3. 4.      |

- 半弟: ナリタオンザターフ（名古屋優駿）[21]

## その他
本馬とは別にイギリスにもLondon Bridgeという名の競走馬がいる。そちらは2010年生まれ、父Arch、母Kindness（母の父Indian Ridge）の牡馬で、2013年のブリーダーズカップ・マラソンを優勝している。